# Kočo Racin
Kočo Racin (en macédonien : Кочо Рацин), aussi transcrit Kotcho Ratsin, né Kosta Apostol Solev (Коста Апостол Солев) le 22 décembre 1908 à Veles et mort le 13 juin 1943 près de Kičevo, est un poète et révolutionnaire macédonien. Il est considéré comme le fondateur de la littérature macédonienne moderne. L'œuvre la plus connue de Kočo Racin est le recueil de poèmes Aubes blanches, mais il a aussi écrit des nouvelles ainsi que des ouvrages ou des articles traitant de l'histoire, de la philosophie et de la critique littéraire.
Kočo Racin était engagé auprès des communistes macédoniens et a rejoint la Résistance en 1943. Il est tué la même année dans des circonstances restées obscures.
Il a choisi son nom de plume, Racin, en hommage à une femme qu'il aimait, Rahilka Firfova-Raca. Il a par ailleurs utilisé pendant un temps le pseudonyme Neven Pejko en hommage à une autre femme, Nevena Bukić.

## Biographie

### Jeunesse
Kosta Solev Racin est né en 1908 à Veles, ville du centre de la Macédoine du Nord alors située dans l'Empire ottoman. Ses parents, Marija et Apostol Solev, sont pauvres et possèdent un atelier de poterie. En 1918, alors que Kosta n'a que dix ans, il doit arrêter l'école, car ses parents n'en ont plus les moyens, et il commence à travailler avec son père. En 1924, il rejoint la Ligue des communistes de Yougoslavie, pour laquelle il se montre particulièrement brillant. Ainsi, en 1926, il devient cadre du comité régional de Veles, puis, en novembre 1928, il est le seul délégué macédonien au congrès du parti communiste yougoslave de Dresde. Racin est également favorisé par ses origines sociales, car l'Union soviétique privilégie alors les cadres issus des classes populaires afin de conserver une identité ouvrière.
Le parti communiste est alors interdit en Yougoslavie et Kočo Racin est arrêté à son retour d'Allemagne. Il est cependant relâché au bout de trois mois à cause de preuves insuffisantes. En avril 1929, il commence son service militaire à Požarevac, en Serbie. La même année, la branche macédonienne du parti communiste yougoslave s'effondre et n'est recréée qu'en 1933. Racin prend part à la reconstruction du mouvement et édite les deux seuls numéros d'un journal local. Après des dénonciations, 15 figures communistes macédoniennes, dont Racin, sont arrêtées en 1934. Il est emprisonné à Sremska Mitrovica, puis amnistié l'année suivante.

### Succès et disgrâce
En prison, Kočo Racin rencontre plusieurs écrivains dissidents serbes qui le poussent à écrire dans sa langue maternelle, le macédonien. Après sa libération, il travaille sur des poèmes et des chansons et publie son unique recueil, Aubes blanches, en 1939. Il s'intéresse aussi à l'histoire de son pays ainsi qu'à la philosophie et publie plusieurs ouvrages et articles. Reconnu comme un grand penseur macédonien, il tombe toutefois en disgrâce auprès des communistes en 1940, après un discours critique sur le parti. Il est exclu de la ligue communiste et boycotté par ses membres jusqu'en 1942.

### Seconde Guerre mondiale
Après l'invasion de la Macédoine par la Bulgarie en 1941, Kočo Racin vit pendant un temps à Sofia, où il est arrêté puis incarcéré à Kornitsa, un village situé près de Nevrokop. En 1943, il réussit à atteindre Skopje et s'engage auprès de la Résistance communiste. Le 13 juin 1943, il reçoit l'ordre de rentrer dans sa base, située sur la montagne Lopušnik, dans le massif de la Bistra, près de Kičevo. Il est abattu par erreur par un soldat de garde et meurt quelques heures plus tard. Il existe des divergences sur les circonstances de sa mort, la version officielle du parti communiste avançant un malentendu tragique, tandis que des historiens pensent que le parti aurait souhaité la mort de Kočo Racin à cause de ses idées trop pro-macédoniennes. Par ailleurs, les hommes stationnant à la base de Lopušnik auraient eu le temps de transférer Racin vers un hôpital militaire, ce qu'ils n'ont pas fait.

## Œuvre

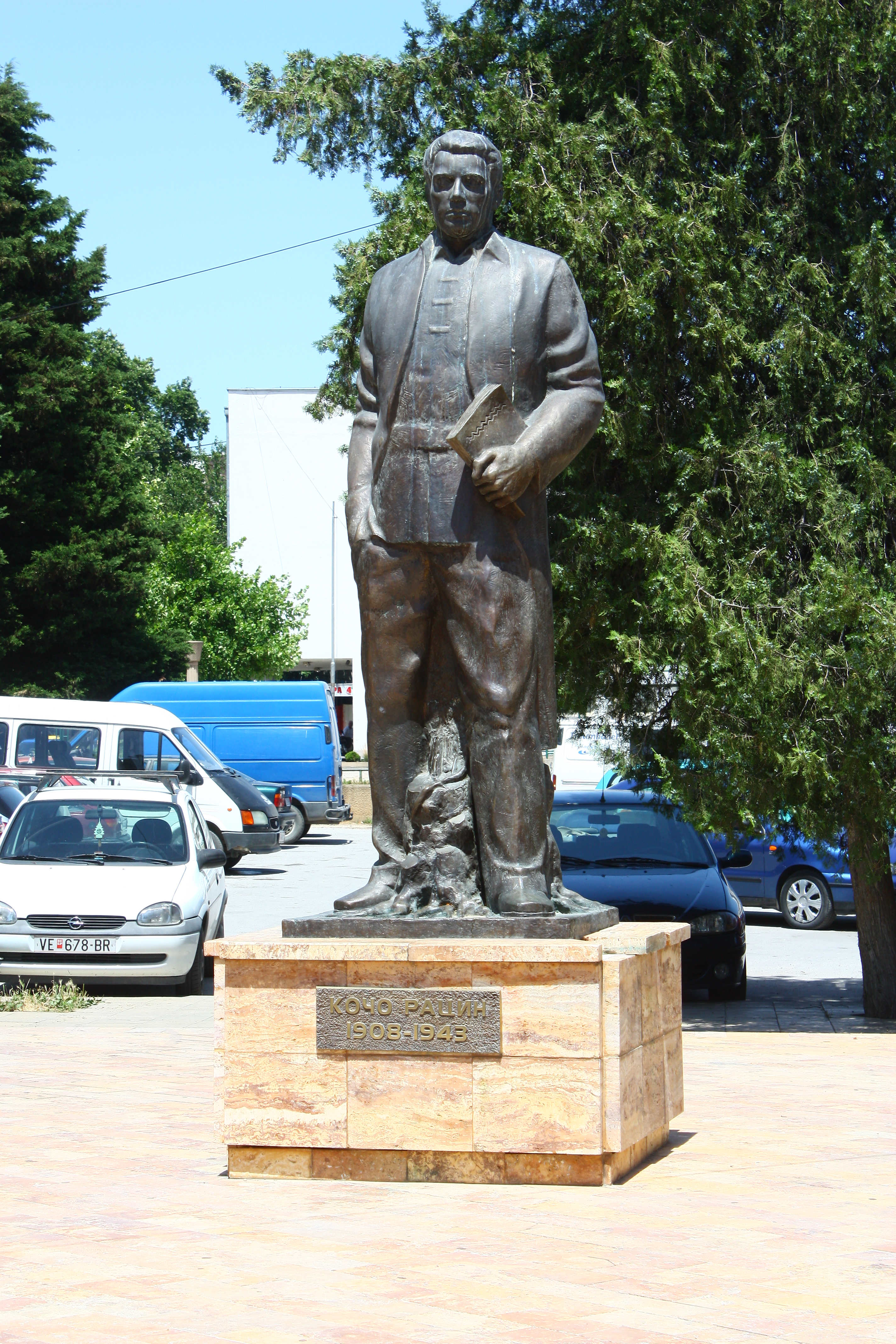
Statue de Kočo Racin à Veles, en Macédoine du Nord.

Kočo Racin a commencé à écrire en 1928, lorsqu'il avait vingt ans. Ses premières œuvres sont une série de poèmes en serbo-croate et en bulgare écrits pour Rahilka Firfova. Il a compilé certains de ces poèmes dans son Anthologie de la souffrance (Антологија на болката) et a aussi écrit la même année une chanson en serbo-croate, Les fils affamés (Синови глади), pour la revue Kritika de Zagreb. En 1932, il publie avec deux étudiants de Skopje un recueil de poèmes en serbe baptisé 1932. Kočo Racin commence à écrire en macédonien en 1936, et son premier poème dans cette langue, À un ouvrier (До еден работник), est publié par le magazine croate Književnik. Deux ans plus tard, il publie un nouveau poème en serbe, La mort du mineur asturien (Смрт астуриског рудара), dédié à un mineur de Veles mort lors de la guerre d'Espagne. Enfin, en 1939, il connaît la consécration avec Aubes blanches, tiré à quatre mille exemplaires et vendu dans toute la Yougoslavie ainsi qu'en Macédoine du Pirin.
Kočo Racin écrit également quelques nouvelles au cours des années 1930, toutes publiées après sa mort. Il a aussi remporté un prix en 1928 lors d'un concours littéraire organisé par la revue croate Kritika. Son roman le plus ambitieux, Opium (Афион), a vraisemblablement été commencé en 1931, et quelques extraits ont aussi été publiés par Kritika, mais les manuscrits ont été perdus lors de son arrestation.
Kočo Racin s'est particulièrement intéressé au bogomilisme et a écrit trois ouvrages sur le sujet, dont seulement un a été publié de son vivant. Il a aussi écrit plusieurs articles sur la théorie d'Hegel et sur la critique littéraire, ainsi que des essais sur la littérature.